# World's Strongest Tag Determination League

Le  World's Strongest Tag Determination League (世界最強タッグ決定リーグ戦|Sekai Saikyō Taggu Kettei Rīgu-sen ?) est une compétition par équipe masculine de catch professionnel qui se déroule ordinairement tous les ans à la All Japan Pro Wrestling au Japon.

## Résultats

### Liste des champions[1]
| Année | Édition | Vainqueurs                                   |
| ----- | ------- | -------------------------------------------- |
| 1977  | 1       | Dory Funk, Jr. et Terry Funk                 |
| 1978  | 2       | Giant Baba et Jumbo Tsuruta                  |
| 1979  | 3       | Dory Funk, Jr. et Terry Funk                 |
| 1980  | 4       | Giant Baba et Jumbo Tsuruta                  |
| 1981  | 5       | Bruiser Brody et Jimmy Snuka                 |
| 1982  | 6       | Dory Funk, Jr. et Terry Funk                 |
| 1983  | 7       | Bruiser Brody et Stan Hansen                 |
| 1984  | 8       | Genichiro Tenryu et Jumbo Tsuruta            |
| 1985  | 9       | Stan Hansen et Ted DiBiase                   |
| 1986  | 10      | Genichiro Tenryu et Jumbo Tsuruta            |
| 1987  | 11      | Jumbo Tsuruta et Yoshiaki Yatsu              |
| 1988  | 12      | Stan Hansen et Terry Gordy                   |
| 1989  | 13      | Stan Hansen et Genichiro Tenryu              |
| 1990  | 14      | Terry Gordy et Steve Williams                |
| 1991  | 15      | Terry Gordy et Steve Williams                |
| 1992  | 16      | Mitsuharu Misawa et Toshiaki Kawada          |
| 1993  | 17      | Mitsuharu Misawa et Kenta Kobashi            |
| 1994  | 18      | Mitsuharu Misawa et Kenta Kobashi            |
| 1995  | 19      | Mitsuharu Misawa et Kenta Kobashi            |
| 1996  | 20      | Toshiaki Kawada et Akira Taue                |
| 1997  | 21      | Toshiaki Kawada et Akira Taue                |
| 1998  | 22      | Kenta Kobashi et Jun Akiyama                 |
| 1999  | 23      | Kenta Kobashi et Jun Akiyama                 |
| 2000  | 24      | Mike Rotundo et Steve Williams               |
| 2001  | 25      | Keiji Mutō et Taiyō Kea                      |
| 2002  | 26      | Satoshi Kojima et Taiyō Kea                  |
| 2003  | 27      | Satoshi Kojima et Kaz Hayashi                |
| 2004  | 28      | Taiyō Kea et Jamal                           |
| 2005  | 29      | Team 3D (D–Von et Bubba Ray)                 |
| 2006  | 30      | Tencozy (Hiroyoshi Tenzan et Satoshi Kojima) |
| 2007  | 31      | Keiji Mutō et Joe Doering                    |
| 2008  | 32      | Tencozy (Hiroyoshi Tenzan et Satoshi Kojima) |
| 2009  | 33      | Keiji Mutō et Masakatsu Funaki               |
| 2010  | 34      | KENSO et KONO                                |
| 2011  | 35      | Kai et Seiya Sanada                          |
| 2012  | 36      | Takao Omori et Manabu Soya                   |
| 2013  | 37      | Joe Doering et Suwama                        |
| 2014  | 38      | Jun Akiyama et Takao Omori                   |
| 2015  | 39      | Kento Miyahara et Suwama                     |
| 2016  | 40      | Takao Omori et Manabu Soya                   |
| 2017  | 41      | Violent Giants (Suwama et Shuji Ishikawa)    |
| 2018  | 42      | The Bomber (Dylan James et Joe Doering)      |
| 2019  | 43      | Violent Giants (Suwama et Shuji Ishikawa)    |
| 2020  | 44      | Kento Miyahara et Yuma Aoyagi                |
| 2021  | 45      | Kento Miyahara et Yuma Aoyagi                |
| 2022  | 46      | Kento Miyahara et Takuya Nomura (en)         |
| 2023  | 47      | Katsuhiko Nakajima et Hokuto Omori           |